# Vallferosa
Vallferosa es una entidad de población española del municipio de Torá, perteneciente a la provincia de Lérida, en la comunidad autónoma de Cataluña.

## Historia
Hacia mediados del siglo XIX, el lugar, por entonces perteneciente a Llanera, tenía contabilizada una población de 46 habitantes. Aparece descrito en el decimoquinto volumen del Diccionario geográfico-estadístico-histórico de España y sus posesiones de Ultramar de Pascual Madoz de la siguiente manera:

VALLFEROSA: l. en la prov. de Lérida (12 1/2 leg.), part. jud. y dióc de Solsona (2), aud. terr. y c. g. de Barcelona (14 1/2), ayunt. de Llanera: sit. á la falda de 2 montes, su clima es bastante sano; sus enfermedades mas comunes son tercianas. Tiene 13 casas; una torre de construccion árabe; igl. parr. (San Pedro) matriz de San Pedro de Pedollés, servida por un cura de segunda clase y provision del ordinario; una ermita (Sta. Maria), cementerio y aguas potables de balsa. Confina N. Lloberola; E. Llanera; S. Sancerni, y O. Fontanet. El terreno es montuoso y de secano; por él corren las aguas de un arroyo que toma el nombre de este pueblo. Los caminos dirigen á Solsona y Torá, de cuyo último punto se recibe la correspondencia. prod.: centeno, cebada y pastos; cria ganado lanar y caza de conejos y perdices. pobl.: 13 vec., 46 alm. cap. imp.: 34,449 rs. contr.: el 14'48 por 100 de esta riqueza.
(Madoz, 1849, p. 604)

En la actualidad pertenece al municipio de Torá. En 2022, la entidad singular de población tenía empadronados 31 habitantes.

## Patrimonio
En el lugar hay una iglesia bajo la advocación de San Pedro, además de una antigua torre.